# Apoštolský vikariát Aysén
Apoštolský vikariát Aysén je římskokatolický apoštolský vikariát, nacházející se v Chile.

## Území
Vikariát zahrnuje region Aysén mimo souostroví Guaitecas.
Vikariátním sídlem je město Coyhaique, kde se nachází konkatedrála Panny Marie Sedmibolestné. Katedrální chrám zasvěcený svaté Terezii od Dítěte Ježíše se nachází v Puerto Aysén.
Rozděluje se do 5 farností.
Je součástí církevní provincie Puerto Montt.

## Historie
Dne 17. února 1940 byla bulou Alteris Nostris papeže Pia XII. zřízena z části území diecéze San Carlos de Ancud apoštolská prefektura Aysén. Správa byla svěřena Řádu služebníků Mariiných.
Dne 8. května 1955 byla prefektura bulou In amplitudinem papeže Pia XII. povýšena na apoštolský vikariát.
Dne 10. května 1963 vstoupila do církevní provincie arcidiecéze Puerto Montt.
Dne 2. června 1970 bylo území souostroví Guaitecas a provincie Palena včleněno do diecéze San Carlos de Ancud.
Roku 1978 bylo sídlo vikariátu přeneseno z Puerto Aysén do Coyhaique.

## Seznam apoštolských prefektů a vikářů

### Apoštolská prefektura Aysén
- 1940–1955 Antonio María Michelato Danese, O.S.M.

### Apoštolský vikariát Aysén
- 1955–1958 Antonio María Michelato Danese
- 1959–1963 Cesar Gerardo Vielmo Guerra, O.S.M.
- 1963–1988 Savino Bertollo, O.S.M.
- 1989–1998 Aldo Maria Lazzarín Stella, O.S.M.
- od 1999 Luis Infanti della Mora, O.S.M.